# Edith Hern Fossett
Edith Hern Fossett (1787–1854) comenzó su vida como esclava estadounidense. Tres generaciones de su familia, los Hern, trabajaron en los campos de Thomas Jefferson, realizaron tareas domésticas, de liderazgo y fabricaron herramientas. Al igual que Edith, también se ocuparon de los niños. Cuidaba de Harriet Hemings, la hija de Sally Hemings, en la plantación de Thomas Jefferson Monticello cuando era niña.
Edith trabajó como cocinera para el presidente Jefferson en la Casa del Presidente, ahora llamada Casa Blanca, con su cuñada Fanny Gillette Hern a partir de 1802. Aprendieron a cocinar cocina francesa con Honoré Julien, un chef francés. Tres de sus hijos con Joseph Fossett nacieron durante su mandato en la Casa del Presidente. Permanecieron con ella hasta 1809, el final del segundo mandato de Jefferson. Mientras trabajaba en Washington D. C., no recibió un salario, pero ganó una propina de dos dólares al mes.
Cuando Edith regresó a Monticello, se convirtió en la cocinera principal. Tenía acceso a una cocina moderna para su época, lo que le permitió cocinar hasta ocho artículos en quemadores controlados individualmente, utilizando hasta 60 sartenes de cobre y confiando en el mejor reloj alto de la casa para medir el tiempo. Sus ingredientes fueron recién recolectados de los campos de la plantación o de sus operaciones auxiliares, como la cervecería. Todos los días, creaba comidas suntuosas, con múltiples platos de carne, verduras y postres, para 12 a 25 personas por vez.
Edith tuvo diez hijos con su esposo Joseph Fossett. Hijo de Mary Hemings, vivió en Monticello cuando era niño y ascendió de un fabricante de clavos a un herrero jefe. Aunque Joseph Fossett fue liberado a través del testamento de Jefferson, Edith y nueve de sus diez hijos fueron subastados en 1827. Uno de sus hijos ya había sido entregado a Thomas Jefferson Randolph, el nieto de Jefferson. Joseph pudo hacer los arreglos para la compra de Edith y dos hijos en 1827 y más miembros de la familia en 1837. Ese año, Joseph hizo una declaración enumerando a los miembros de la familia, incluida Edith, que estaban  emancipada y  manumitted. Joseph y Edith se mudaron a Ohio alrededor de 1837 y se establecieron en Cincinnati en 1843. La mayoría de los hijos de Joseph y Edith estaban con ellos antes de morir en 1858 y 1854, respectivamente.

## Primeros años

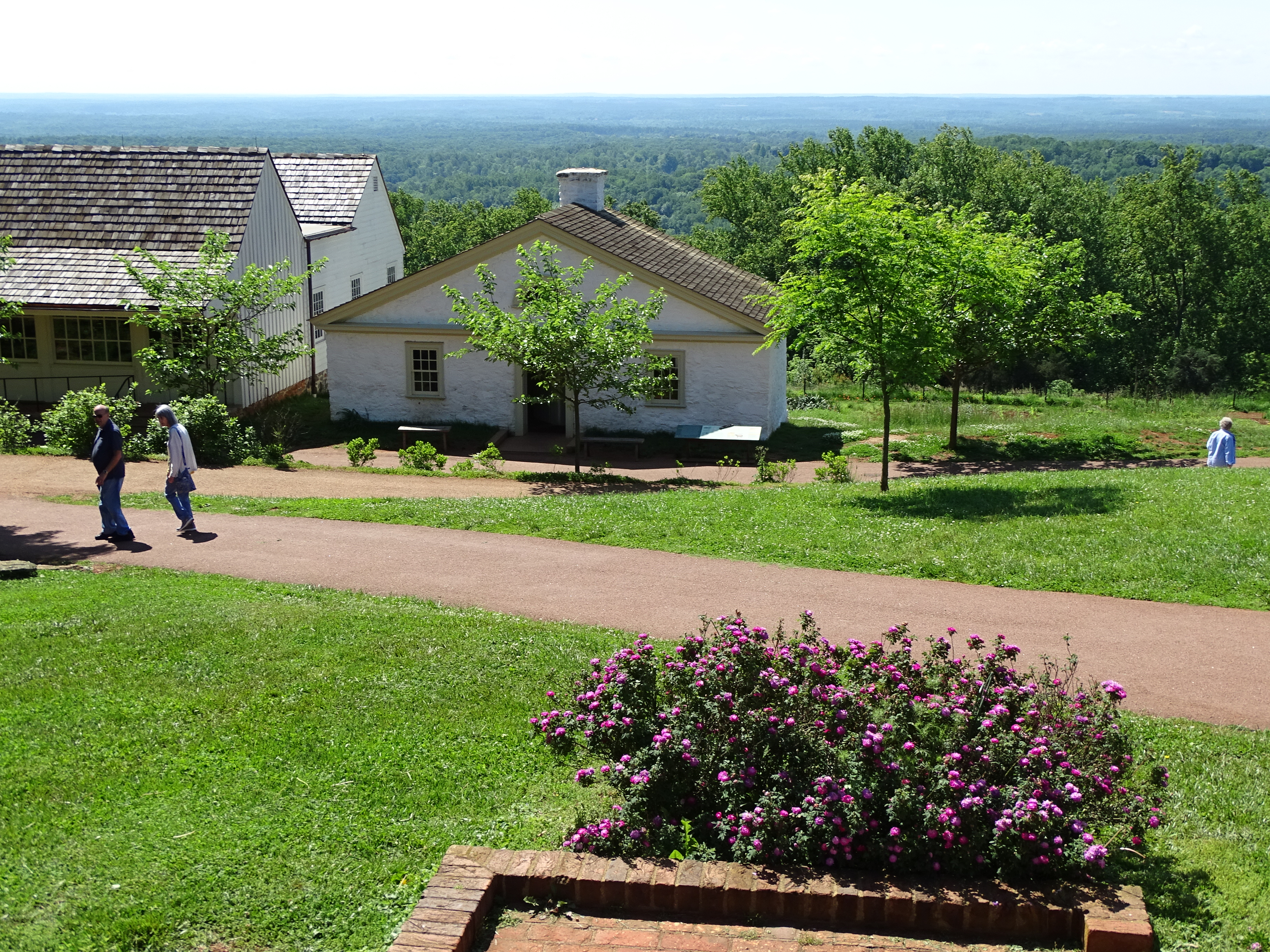
Monticello plantación

Edith Hern nació de David Hern (1755 – después de 1827) e Isabel Hern (1758–1819) de Monticello. David era un carpintero esclavizado. Isabel era una mujer esclavizada que trabajaba como trabajadora doméstica y agrícola. Cuando era niña, Edith tendía a Harriet Hemings, la hija de Sally Hemings.
Tenía varios hermanos. Thruston también fue entrenado por el Sr. Julien y luego fue propiedad de Thomas Jefferson Randolph, nieto de Jefferson. Lily era su hermana. James era un capataz esclavo del trabajo agrícola. La esposa de James estaba en otra plantación. Moses era un herrero que caminaba seis millas desde Monticello todos los domingos para visitar a su esposa e hijos. James y Moses finalmente convencieron a Jefferson de comprar a los miembros de su familia para que pudieran estar juntos. David, también llamado Davy, estaba casado con Fanny Gillette.
Tres generaciones de la familia Hern, que incluían a los nietos de Isabel y David, "cultivaron las cosechas de Jefferson, condujeron sus carros, cocinaron sus comidas, cuidaron de sus hijos, construyeron sus graneros, dirigieron a sus trabajadores y fabricaron clavos, barriles, arados y cadenas de arado."

## Cocinero francés
Jefferson, quien fue  Ministro de Francia a finales del siglo XVIII, disfrutaba de la cocina francesa, pero contratar a un chef francés para todas sus necesidades gastronómicas y de entretenimiento estaba financieramente fuera de su alcance. Por lo tanto, hizo que los chefs franceses capacitaran a algunas personas esclavizadas para que cocinaran para él, comenzando con James Hemings, quien se convirtió en su jefe de cocina en el Hôtel de Langeac, su residencia en París. A Hemings se le concedió la libertad el 5 de febrero de 1796, después de aceptar entrenar a su hermano Peter para cocinar.

### Casa del presidente

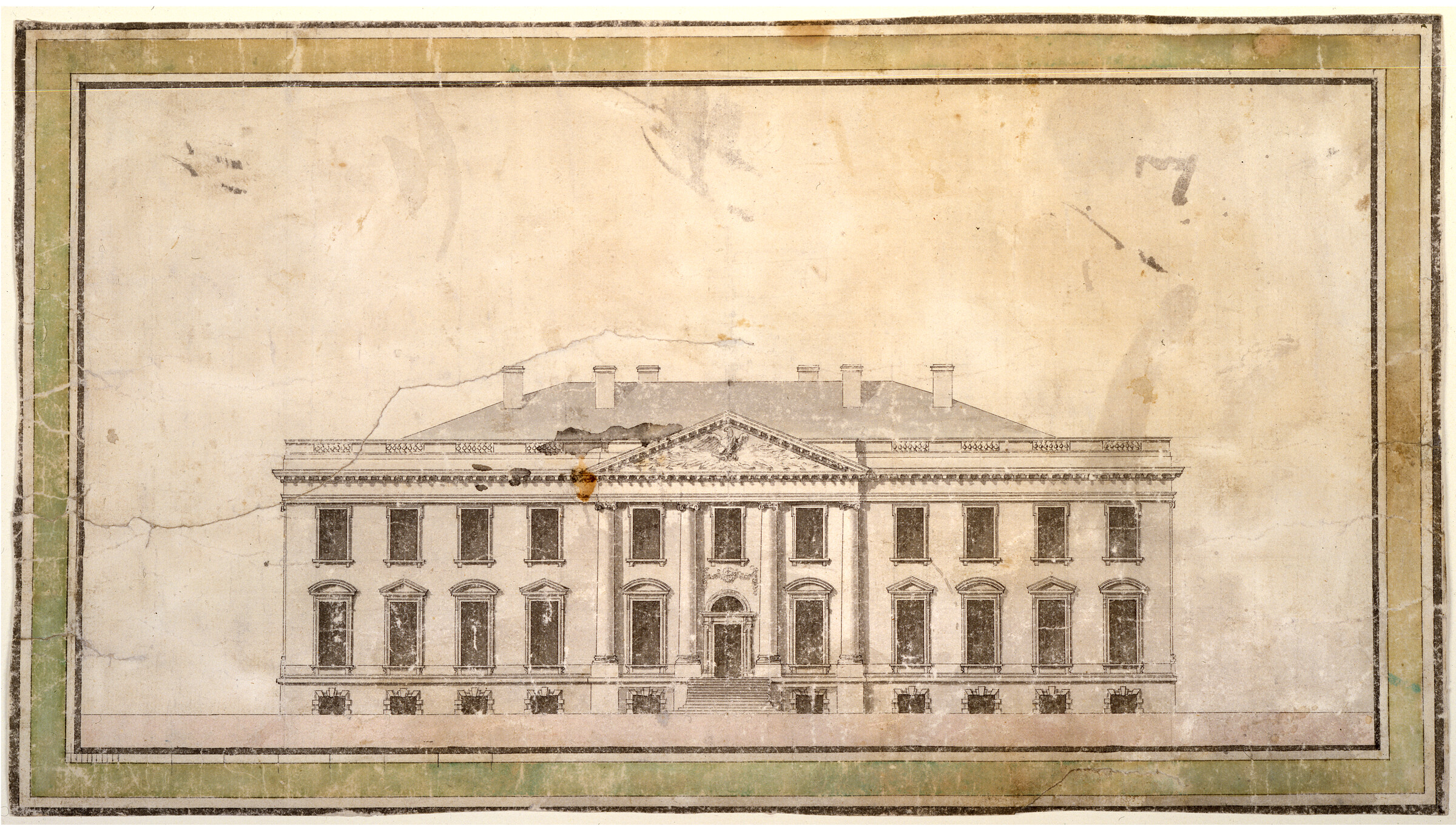
James Hoban, President's House, Washington D. C., 1793

Cuando Thomas Jefferson era presidente, llevó a Edith Hern y Fanny (Gillette) Hern a Washington D. C. en 1802 y aprendieron a cocinar en la Casa del Presidente. Edith tenía 15 años y Fanny 18. Honoré Julien, un chef francés, les enseñó a cocinar y crear comidas al estilo francés y postres elegantes. Margaret Bayard Smith comentó sobre la comida, "La excelencia y habilidad superior de su cocinero francés [de Jefferson] fue reconocida por todos los que frecuentaban su mesa, porque nunca antes se habían ofrecido tales cenas en la Casa del Presidente".
Edith y Fanny eran las únicas esclavas de Monticello que vivían regularmente en Washington. Edith no recibió un salario, pero ganó una propina de dos dólares cada mes. También llamada "Edy", tuvo un matrimonio de hecho con Joseph Fossett (1780 - 19 de septiembre de 1858). Durante los casi siete años que trabajó en Washington, dio a luz a tres hijos: James, María y un niño que no sobrevivió hasta la edad adulta. Sus hijos se quedaron con ella en la Casa del Presidente.

### Monticello

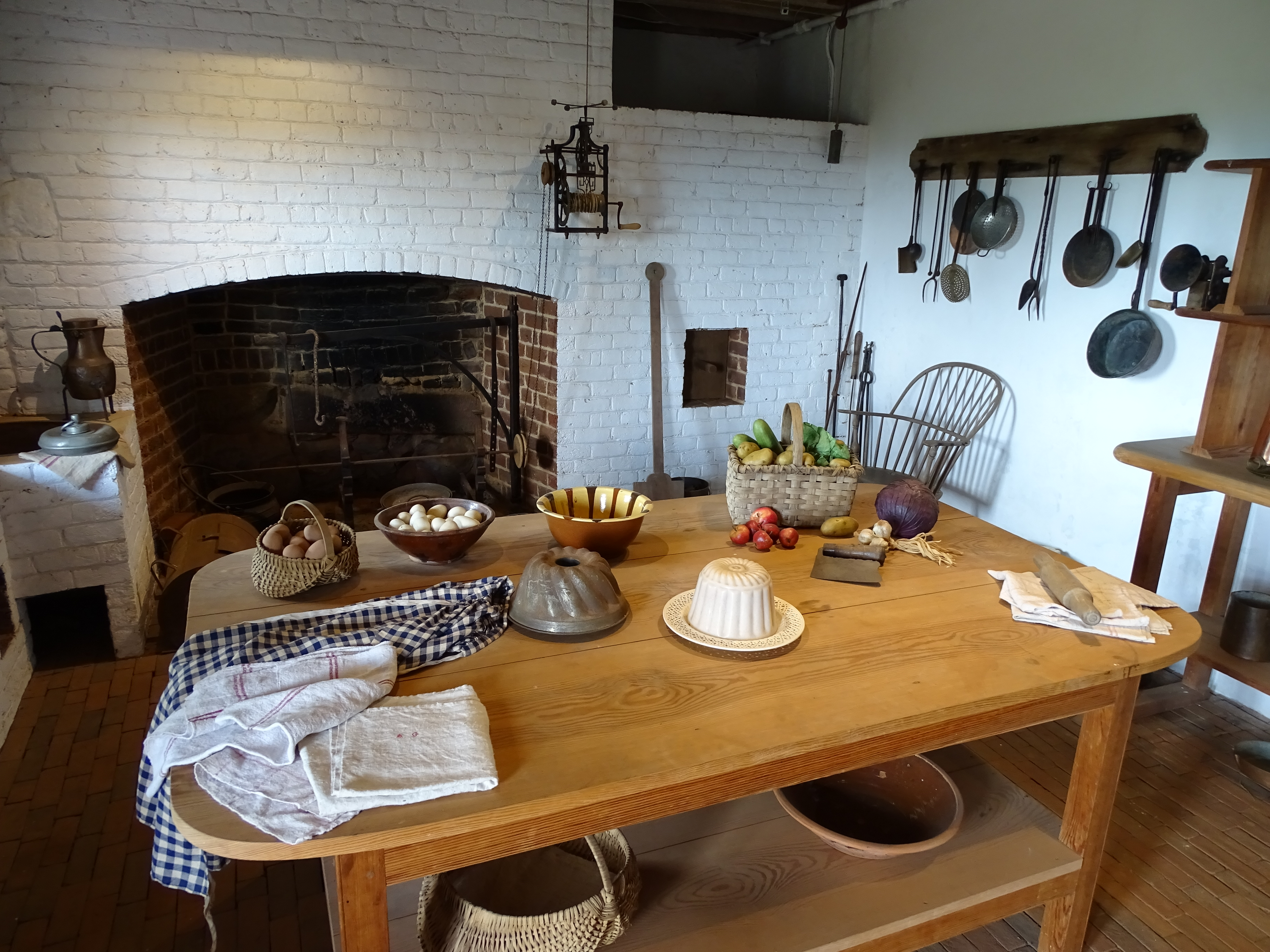
Cocina en Monticello

Edith regresó a Monticello en 1809 al final del mandato presidencial de Jefferson y se convirtió en la cocinera principal. Preparaba comidas para 12 a 25 personas cada día y hasta 57 personas para ocasiones especiales. Edith y Fanny cocinaban regularmente para la hija de Jefferson Martha Jefferson Randolph y sus hijos, la hermana de Jefferson  Anna Scott Marks y sus tres hijos, y Jefferson. Todos los días, Jefferson y sus invitados cenaban suntuosamente. Daniel Webster remarcó que la cocina en Monticello era "mitad virginiana, mitad francesa, de buen gusto y abundancia".
Jefferson renovó la cocina para convertirla en "una de las cocinas más modernas del país". Situada debajo de la terraza privada de Jefferson, tenía un horno para hornear pan, una estufa de estofado con ocho quemadores regulados individualmente, un hogar grande y un "hervidor de agua", que generaba agua caliente a pedido. Las mujeres utilizaron 60 piezas de utensilios de cocina de cobre francés, incluidas sartenes para tartas, ollas para pescado, sartenes y platos para calentar. También tenían un reloj de caja alta costoso y preciso para garantizar un tiempo preciso mientras cocinaban. Los granos de café se tostaron, el chocolate caliente se hizo con bloques de chocolate duro, las cenas consistieron en tres o cuatro carnes y pescados, y cada comida tenía cuatro postres. Para planificar sus menús, las mujeres se reunieron con el jardinero principal esclavizado, Wormley Hughes, para determinar qué estaba fresco o pronto maduraría de los parches de bayas, los huertos y los huertos. Edith y Fanny trabajaron juntas en Washington D. C. y en Monticello hasta la muerte de Jefferson.

## Matrimonio e hijos
El esposo de Edith, José, era el hijo esclavizado de Mary Hemings. Cuando era niño, realizaba trabajos ocasionales en la plantación y fabricaba clavos. Fue hecho herrero a los 16 años. En el verano de 1806, mientras Jefferson visitaba Monticello y Edith estaba en Washington, Joseph recibió la noticia de que había noticias inquietantes, tal vez sobre su esposa, en la Casa del Presidente. Joseph escapó de Monticello el 29 de julio, y Jefferson pensó que podría haberse dirigido a Washington D. C. para estar con Edith. Joseph fue devuelto el 7 de agosto por un hombre que Jefferson había contratado para recuperarlo. Fue encontrado en el césped de la Casa del Presidente.
Al año siguiente, José fue nombrado herrero jefe después de que el hombre blanco que ocupaba ese cargo fuera despedido por embriaguez. Fue el herrero jefe de 1807 a 1827. Los esclavos generalmente no recibían paga en Monticello, pero como gerente de la herrería, Joseph recibía un porcentaje de las ganancias de la tienda. Pudo ganar dinero en la tienda después del horario laboral y quedarse con una sexta parte de las ganancias. Hizo herramientas para los granjeros locales, calzó caballos e hizo todas las piezas de metal para un carruaje diseñado en 1814 por Thomas Jefferson.  Edmund Bacon, el supervisor de Monticello, declaró que Fossett era "un trabajador muy fino; podía hacer cualquier cosa... con acero o hierro."

### Niños
Tuvieron diez hijos, Y también un bebé que nació en 1803 pero murió en la infancia.  Jefferson solía pagar a una partera llamada Rachel para que atendiera los partos de Edith.
- James (born January 1805)[16] fue entregado por Thomas Jefferson a Thomas Jefferson Randolph en 1816.[17][18][20]
- María (nacida en octubre de 1807)[16][21] estaba en Tufton, una de las granjas de Jefferson, en 1827.[22][23] Se desconoce qué le sucedió después de eso.[18]
- Martha "Patsy" Fossett (1810–1879)[21] fue vendido a Charles Bonnycastle, un funcionario de la Universidad de Virginia, por $ 395. El joven de dieciséis años se escapó después de unos meses y en 1850 vivía en Cincinnati.[24] "Patsy "se mudó a California alrededor de 1850 y  casado Charles H. Twombly, que era un hombre pobre cuando se casaron pero se hizo rico. Patsy murió en 1879 dejando una herencia de $ 10,000, y su testamento decía que quería el dinero para ir a sus parientes en Cincinnati, pero su esposo la había obligado a hacer otro testamento. Los miembros de la familia de Fossett (Jesse Fossett, WB Fossett, Lucy Loving, Elizabeth Isaacs, Peter Fossett y Josephine Powell) afirmaron que el testamento se hizo bajo coacción y su matrimonio no era legal debido a la ley de California contra el matrimonio de razas mixtas matrimonio interracial.[25]
- Ann-Elizabeth (también conocida como Elizabeth-Ann o Betsy) (1812-1902)[26] was purchased at the 1827 auction by John Winn,[27] un comerciante local. Su padre la liberó y se mudó a Ohio en 1840 con su esposo, Tucker Isaacs, y sus hijos.[24][28] Debido a que todavía tenían familiares esclavizados, los Isaac regresaron a Charlottesville. Luego se mudaron al Condado de Ross, Ohio donde adquirieron una granja de 158 acres, que era una estación en el Ferrocarril subterráneo.[29][30]
- Peter (1815–1901) fue comprado por Tucker Isaacs (su cuñado) en una subasta en 1850. Se mudó a Cincinnati, donde fue un popular ministro bautista, destacado proveedor de servicios de cáterin y conductor del ferrocarril subterráneo. Sus recuerdos,[24] titulados  Una vez que el esclavo de Thomas Jefferson  se publicaron en 1898.[31]
- Isabella (1819–1872)[21] escapó de su dueño y se fue a Boston con documentos de identidad falsificados que había hecho su hermano, Peter.[24] Ella vivía en Cincinnati en 1860. Isabella se casó con un hombre de apellido Turner y tuvo una hija llamada Josephine Turner, quien se casó con William W. Powell. Isabella murió en 1872. Era la abuela de Pauline Powell Burns.[32]
- William B. (1821–1901), nacido en 1821, fue comprado por Jesse Scott en 1827[33] y fue declarado libre y emancipación por su padre en 1837.[1] Fue un herrero que luego tuvo una destacada carrera como abastecedor. Murió en agosto de 1901.[34]
- Daniel (nacido en 1825) fue comprado por Jesse Scott en 1827[35] y fue declarado libre y emancipado por su padre en 1837.[1] El era herrero.
- Jesse fue declarado libre y emancipado por su padre en 1837.[1] El era herrero.
- Lucy fue declarada libre y emancipada por su padre en 1837. Se casó con alguien de apellido Loving.[25]

### Separación y reunificación familiar

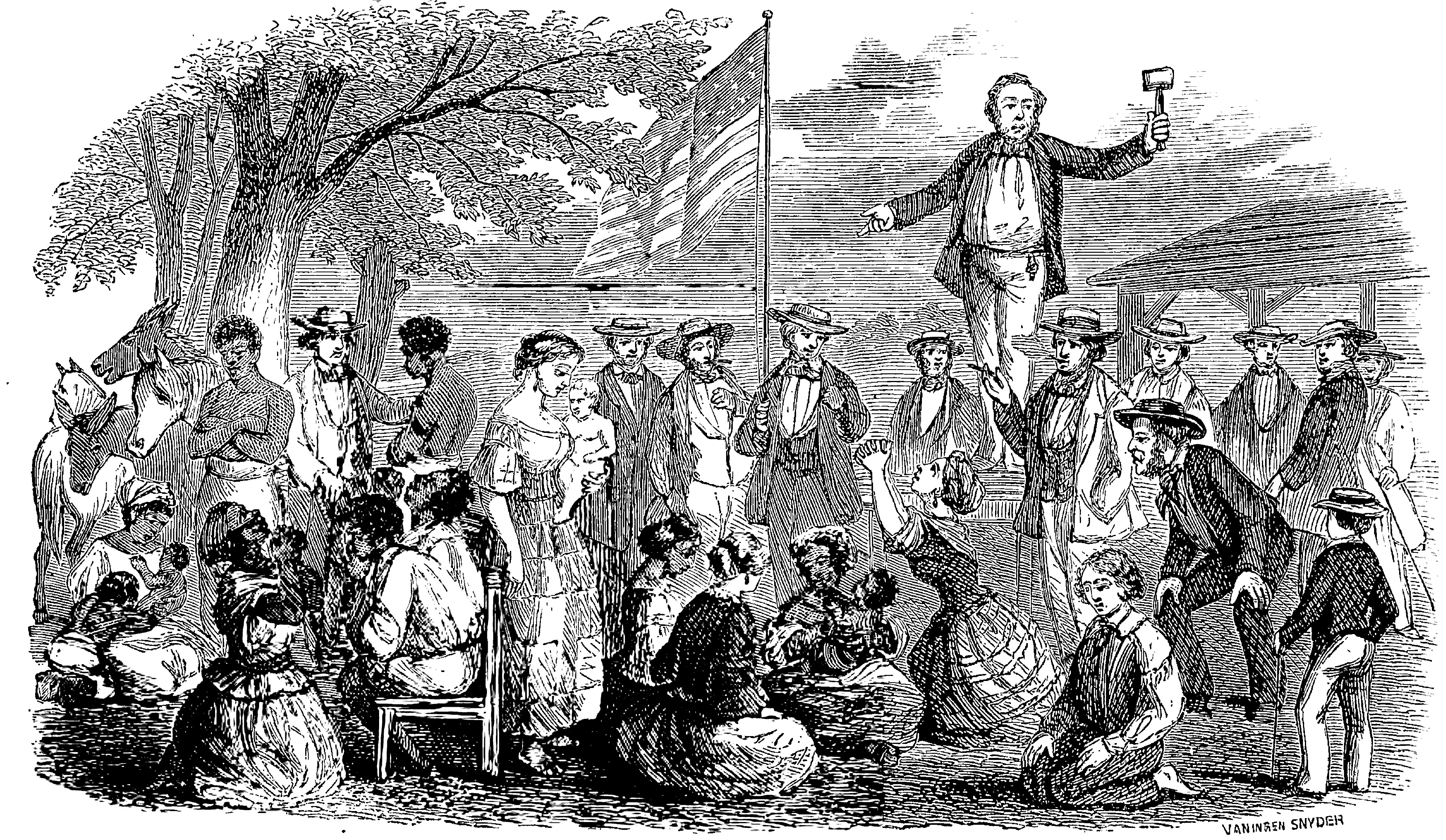
Una subasta de esclavos

Joseph fue liberado de acuerdo con el testamento de Thomas Jefferson, pero Edith y sus hijos no. En enero de 1827 se llevó a cabo una subasta en Monticello, donde se pusieron a la venta "130 negros valiosos", lo que resultó en la separación de familias. Jesse Scott, un "hombre libre de color", compró a Edith ya dos de sus hijos, Daniel y William, por 505 dólares. Scott, el esposo de la media hermana libre de Fossett, Sarah Bell Scott, había representado a Joseph Fossett en la venta. (Sarah Bell Scott era la hija de la madre de Fossett, Mary Hemings Bell, y Thomas Bell.) Las familias Fossett, Bell y Scott solo pudieron reunir suficiente dinero para Edith y dos hijos en ese momento.

## Descendientes
El bisnieto de Fossett fue William Monroe Trotter. Una bisnieta era Pauline Powell Burns. Sus descendientes incluyen abogados, artistas, cáterin, músicos y funcionarios públicos. Cada generación ha "luchado por la libertad y la igualdad".

## Muerte
Edith murió el 10 de septiembre de 1854, y José murió el 18 de septiembre de 1858. Están enterrados en el Cementerio Union Baptist, Cincinnati, Ohio, con sus nombres grabados en la lápida de la familia Fossett.

## Otras lecturas
- Abrams, Melanie (November–December 2004). «Upstairs Down Stairs». Humanities 25 (6): 28-32. – about Edith Hern and Joseph Fossett
- Craughwell, Thomas J. (2012). Thomas Jefferson's Crème Brûlée. ISBN 978-1594745782. (requiere registro).
- Miller, Adrian (2017). President's Kitchen Cabinet: The Story of the African Americans Who Have Fed Our First Families, from the Washingtons to the Obamas. ISBN 9781469632537. doi:10.5149/northcarolina/9781469632537.001.0001.
- Soo-Hoo, Anna. «At the White House: Honoré Julien, Edith Hern Fossett, and Frances Gillette Hern». The Henri Peyre French Institute (en inglés estadounidense).